# Енютин, Георгий Васильевич
Георгий Васильевич Енютин (21 марта (4 апреля) 1903, Мариуполь, Мариупольский уезд, Екатеринославская губерния, Российская империя — 2 марта 1969, Москва, СССР) — советский государственный и партийный деятель. Член ЦК КПСС (1956—1966), член Центральной Ревизионной Комиссии ЦК (1952—1956), Член Бюро ЦК КПСС по РСФСР (1962—1966). Депутат Верховного Совета СССР III—VI созывов.

## Ранние годы
- Родился в семье рабочего.
- 1920—1923 гг. — слесарь Мариупольской районной базы потребкооперации.
- 1923—1924 гг. — секретарь Мариупольского райкома ВЛКСМ.
- 1924—1932 гг. — студент рабфака, затем Днепропетровского металлургического института.
- 1932—1941 гг. — на заводе «Азовсталь»: инженер-металлург, начальник технической пропаганды, начальник смены, начальник цеха, заместитель главного инженера, начальник мартеновского цеха, парторг ЦК ВКП(б) на заводе.

## Партийная карьера
- В 1941 году секретарь Сталинского обкома партии по металлургической промышленности.
- 1941—1943 гг. — секретарь Новосибирского обкома партии по металлургической промышленности.
- 1943—1946 гг. — секретарь, третий секретарь Кемеровского обкома партии по металлургической промышленности.
- 1946—1947 гг. — заведующий отделом металлургической промышленности Сталинского обкома ВКП(б).
- 1947—1951 гг. — второй, с ноября 1947 года первый секретарь Запорожского обкома ВКП(б).
- 1951—1952 гг. — слушатель курсов переподготовки при ЦК ВКП(б).
- 1952—1953 гг. — инспектор ЦК ВКП(б).
- 1953—1954 гг. — заместитель заведующего Отделом партийный, профсоюзных и комсомольских органов ЦК ВКП(б).
- 1954—1957 гг. — первый секретарь Каменского обкома КПСС.
- 1957—1962 гг. — Председатель КСК Совета Министров СССР.
- 1962—1966 гг. — Заместитель Председателя Совета Министров РСФСР и председатель Комитета партийно-государственного контроля Совета Министров РСФСР, Член Бюро ЦК КПСС по РСФСР.
- С апреля 1966 года на пенсии. Похоронен на Новодевичьем кладбище

## Награды
- орден Ленина (1957, 1963)
- три ордена Трудового Красного Знамени (1939, 1943, 1948)
- орден Отечественной войны 2-й степени (1945)
- орден Красной Звезды (1945)